# Leó Weisz (Fußballspieler)
Leó Weisz (genannt Lulu; * 1900 im Königreich Ungarn; † 1955 in der Schweiz) war ein ungarischer Fußballspieler und -trainer.

## Karriere

### Spieler
Leó Weisz trat erstmals zum Ende der Saison 1916/17 als Spieler von Vasas, einem dem metallverarbeitenden Gewerbe nahestehenden Verein, in Erscheinung, wo er neben Spielern wie Gyula Mándi und dem Tormann Ferenc Plattkó antrat.
Weisz war zwischen 1920 und 1925 Ergänzungsspieler beim MTK Budapest, für den er in dieser Zeit zwölf Ligaspiele bestritt. Die Mannschaft mit Stars wie Imre Schlosser, György Orth, Béla Guttmann und Ferenc Plattkó wurde in jener Zeit fünfmal in Folge Ungarischer Meister. Weisz kam dabei in der Saison 1923/24 zu keinem Einsatz. Bei den beiden Pokalsiegen des MTK in den Saisons 1922/23 und 1924/25 – im Finale jeweils gegen Újpesti TE – stand Weisz nicht in den Finalaufstellungen.
Wahrscheinlich beendete er nach der Saison 1924/25 seine Spielerlaufbahn bei Vasas.

### Trainer
Anfang 1925 nach Deutschland gelangt, trainierte Weisz mit dem SV Schwaben Augsburg auch seinen ersten Verein. Er blieb drei Jahre in Süddeutschland und betreute 1926 den FC Wacker und von 1927 bis 1928 den FC Bayern München die in der Bayerischen Bezirksliga spielen. Mit dem FC Bayern, wo er Nachfolger des Schotten James „Jim“ McPherson war, gewann er die Meisterschaft der Gruppe Süd der Bayerischen Bezirksliga und anschließend die Süddeutsche Meisterschaft. Beachtung fand ein 3:2-Sieg im Mai 1928 in einem Freundschaftsspiel gegen den englischen Erstligisten West Ham United. Im Halbfinale um die Deutsche Meisterschaft unterlag der FC Bayern ebenso beachtlich dem Hamburger SV im Duisburger Wedaustadion mit 2:8. Allerdings musste in der zweiten Halbzeit beim Stand von 1:1 der Verteidiger Emil Kutterer ins Tor, da sich der Tormann Alfred Bernstein einen Fingerbruch zugezogen hatte.
Ab Mitte August 1928 trainierte Weisz die Vereinigten Breslauer Sportfreunde. Von 1930 bis 1931 zeichnete er für die Würzburger Kickers verantwortlich und 1932 – letztmals in Deutschland – für Alemannia Aachen. Aufgrund seiner jüdischen Abstammung und der politischen Rahmenbedingungen verließ er das Land und ließ sich in der Schweiz nieder.
Der FC Biel-Bienne war seine erste Mannschaft, die er 1933 betreute, danach folgte 1935/36 der Servette FC und von 1939 bis 1942 wiederum der FC Biel-Bienne. Danach betreute Weisz von 1942 bis 1946 Cantonal Neuchâtel und für die Spielzeit 1946/47 Etoile La Chaux-de-Fonds. Seine letzte Trainertätigkeit widmete Weisz als Nachfolger von Armin Scheurer vom Februar 1952 bis 1954 erneut dem FC Biel-Bienne.

## Erfolge
- Ungarischer Meister: 1920/21, 1920/21, 1921/22, 1922/23, 1923/24, 1924/25 (mit dem MTK Budapest)
- Ungarischer Pokalsieger: 1922/23, 1924/25 (mit dem MTK Budapest)
- Süddeutscher Meister: 1927/28 (mit dem FC Bayern München)